# Odroczone wesele
Odroczone wesele (tytuł oryginalny: Dasma e shtyrë) – albański film fabularny z roku 1985 w reżyserii Marka Topallaja.

## Opis fabuły
Akcja filmu rozgrywa się w latach 1923–1924 w jednej z albańskich wsi, położonych w górach. Pogarszająca się sytuacja ekonomiczna zapowiada zbliżający się przewrót, zwany przez Albańczyków "rewolucją demokratyczną 1924 roku". Sokol, jeden z młodych mieszkańców wsi przyłącza się do oddziału, dowodzonego przez Bajrama Curri, biorąc udział w wydarzeniach 1924 roku.

## Obsada
- Besnik Bisha jako nauczyciel
- Elvira Diamanti jako Lulja
- Fadil Kujovska jako Malush
- Petrit Malaj jako Sokol
- Kadri Roshi jako Orash
- Llazi Sërbo jako Bala
- Sokol Gjoshi jako syn Bali
- Bruno Shllaku jako Uka, krewny Sokola
- Bep Shiroka jako Kurt aga
- Jul Nenshati jako kaczak Deda
- Miriam Bruçeti jako żona Bali
- Frederik Ndoci jako poborca podatków
- Vasillaq Vangjeli jako Baryk Ceta
- Atiqet Bendo
- Merita Çoçoli
- Esat Kola
- Vitore Nino
- Fitnete Tiço